# チョン・ジソン
チョン・ジソン（ハングル: 천지선、1985年 - ）は、大韓民国の声優。

## 人物
- 2013年にEBS 23期公開採用声優としてデビューした。
- 職業軍人の父のもと、厳格な家庭環境で育ったという。
- 声がハスキーで、主に務めるキャラクターは冷血、女幹部、ヒステリックな女性、悪女、姉キャラ、ヒロインキャラクターが多い。

## 出演作品

### アニメ
- 機動戦士ガンダム - キシリア・ザビ
- モンカート - ベイデ・レジャー
- ミラキュラス レディバグ&シャノワール - サラ
- キャッチ!ティニピン - 다조핑
- ヒーローサークル - マコとユコ、ブラック

### 映画版
- マーベル・シネマティック・ユニバース
  - シビル・ウォー/キャプテン・アメリカ - 黒人女性
- ピーターラビット - カトンテール
- シュガー・ラッシュ:オンライン - シャンク